# Wzgórza Piastowskie
Wzgórza Piastowskie – morenowe wzgórza w południowo-zachodniej części Zielonej Góry. Są częścią Wału Zielonogórskiego.
Wzgórza pokrywa las mieszany, w którym swoje źródło ma strumień Pustelnik, przepływający przez ten teren. Stanowią naturalne miejsce wycieczek pieszych, rowerowych oraz sportów zimowych dla mieszkańców Zielonej Góry.
Nazwa "Wzgórze Piastowskie" (Piasten-Höhe) funkcjonowała już w czasach przedwojennych, gdy miasto leżało w granicach Niemiec (prowadziła do nich ulica Piastowska - Piasten-Straße) i stanowiło wyrażenie hołdu dawnym piastowskim władcom i mieszkańcom tych ziem. Nazwę nadano w 1897 w 500. rocznicę śmierci Henryka XIV Wróbla, dla którego wzgórza pod Zieloną Górą były ulubionymi terenami łowieckimi.

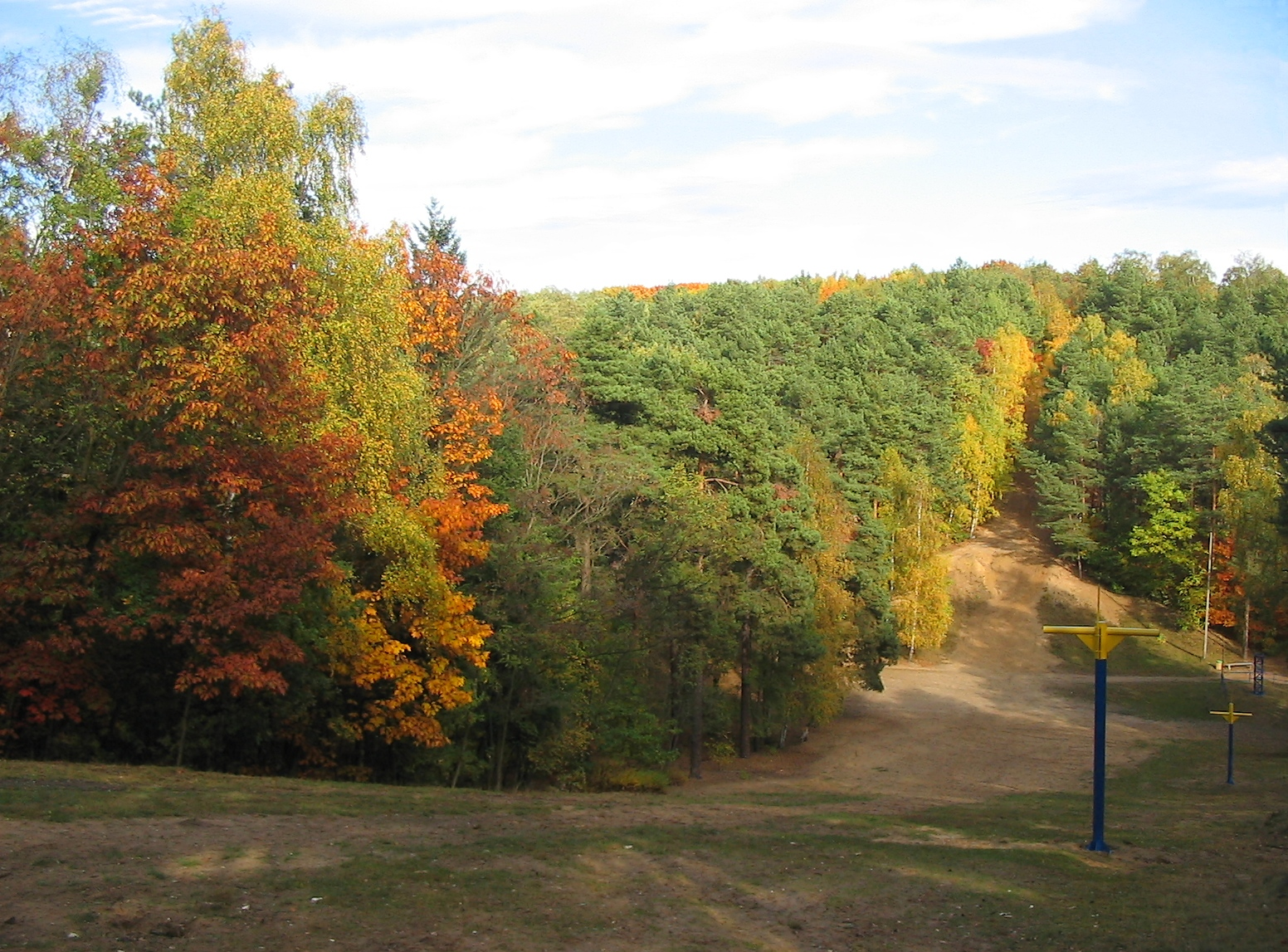
Góra Tatrzańska, stok narciarski

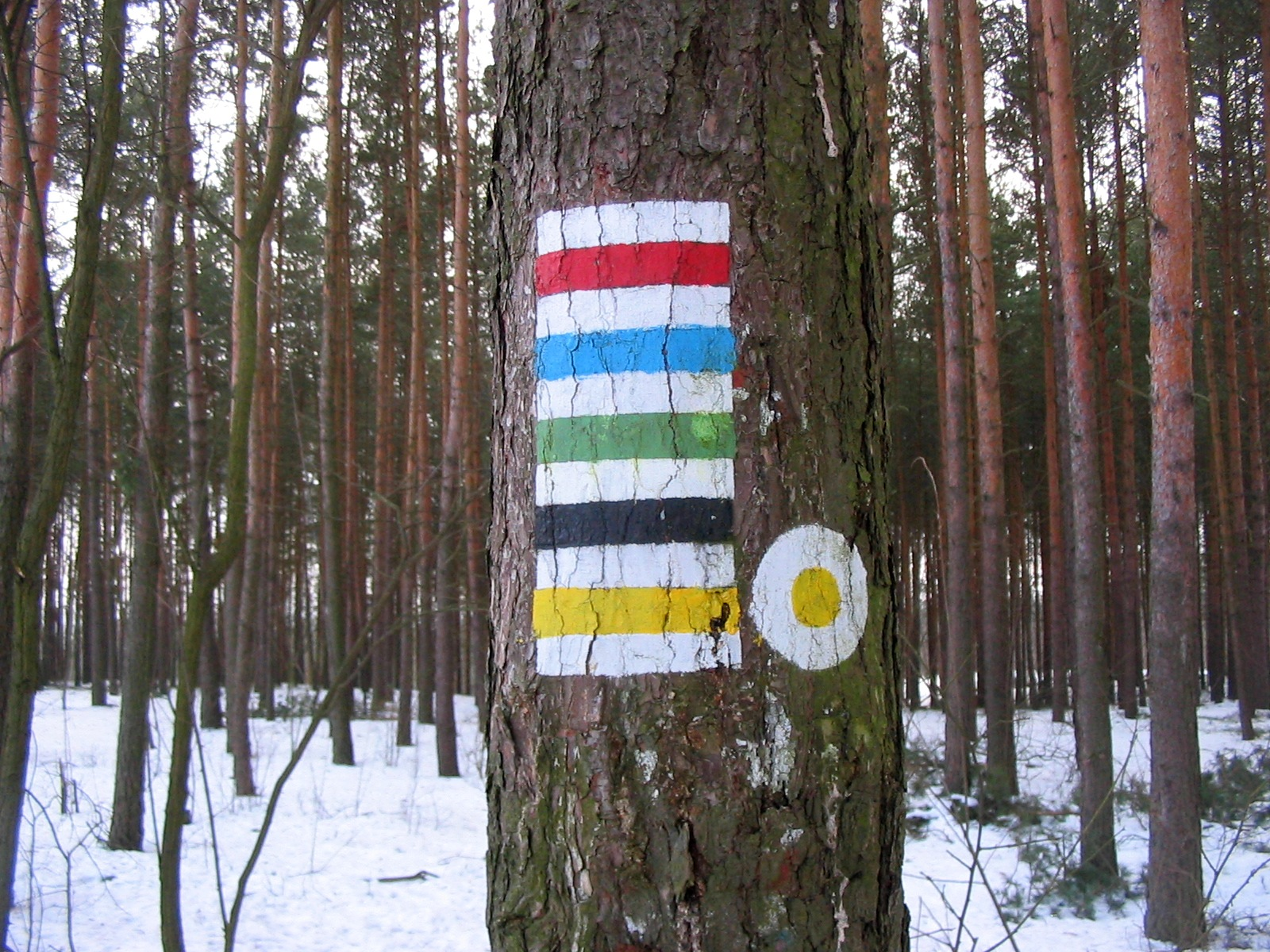
Szlaki turystyczne krzyżujące się na Górze Wilkanowskiej

## Położenie

### Niektóre szczyty
| - Góra Tatrzańska (198 m n.p.m.) |  | - Jagodowe Wzgórze (210 m n.p.m.) |  | - Góra Wilkanowska (221 m n.p.m.). |

## Szlaki turystyczne
Znajdują się tam szlaki turystyczne, koncentrują się na Górze Wilkanowskiej.
- Mała Pętla Zielonogórska
- Duża Pętla Zielonogórska
- Szlak wojewódzki
- Szlak od Bobru do Odry
- Szlak spacerowy (4 km)